# Мошовці
}}
Мо́шовце (словац. Mošovce) — село, громада в окрузі Турчянське Тепліце, Жилінський край, Словаччина; одне з найбільших селищ в Турчанській області Словаччини.

## Історія
Мошовце має багату історію, про що свідчить велика кількість архітектурних пам'яток. Перші записи, у яких згадувалося це поселення беруть початок більш ніж 770 років тому. А саме першим документом був документ короля Андрія II з 1233 року. Спочатку Мошовце складалися з двох сіл. Перше, Махиух, на місці сучасної Старої ради. А друге, Тера Моїс, яке знаходилося на сучасній території Відрмох. Виходячи з другої назви (Тера Моїс = Земля Мойшова), можна стверджувати, що ця територія була власністю Мойші (слов. Мойтех). З часом ця назва мала багато видозмін, від Мошових, Мошоц, Мошовець аж до сучасного Мошовце.
Окремою старою частиною Мошовців є колишнє поселення Хорнуків, яке має зараз назву Черняків.
Мошовце спочатку розвивалося як королівське поселення зі своєю вільною політикою, а від половини XIV століття було під впливом королівського замку Блатниця. В 1527 року Мошовце було власністю роду Ревай, який майже 400 років порушував міські привілеї Мошовців.
В минулому Мошовце були відомим ремесельним центром в регіоні Тур'єць. Продукція була на високому рівні, про що свідчить той факт, що в той час в місті було близько 15 цехів, найдовше проіснував цех шевців та скорняжників. Сьогодні Мошовце можна характеризувати, як відомий туристичний регіон з великою кількістю історичних пам'яток.

## Населення
| Рік:            | 1994. | 2004.   | 2014.   | 2024.   |
| --------------- | ----- | ------- | ------- | ------- |
| Кількість осіб: | 1340  | 1359    | 1328    | 1342    |
| Різниця:        |       | +1,41 % | -2,28 % | +1,05 % |

| Рік:            | 2023. | 2024.   |
| --------------- | ----- | ------- |
| Кількість осіб: | 1351  | 1342    |
| Різниця:        |       | -0,66 % |

## Пам'ятки
Із будов увагу насамперед заслуговує осада-резиденція зроблена в стилі рококо з елементами класицизму, який був побудований в другій половині XVIII століття з великим англійським парком. Наступними цікавими місцями є родинний дім Яна Коллара, виконана в неоготичному стилі церква, яка розташована на місці старої церкви з цінним вівтарем, лютеранська (євангелійська церква Габсбургів) церква з 1784 року, мавзолей, у якому знаходиться музей ремесельних виробив, модерна теплиця, а також павільйон з 1800 року.

## Природа
Мошовце мають насправді велику територію. Історичні алеї і зелень навколо викликають відчуття естетичності, зеленої країни, і виходять на лісові терени гірного комплексу Велька Фатра (Veľká Fatra). Цей гірський масив є одним з найцікавіших місць для туристів у Словаччині. В околицях села розташовані Гадерська долина і Блатницька долина з вапняковими і доломітовими утворами. Протікають річки Долинка; Чєрна Вода і Мошовський потік.

## Культура і традиції
Мошовце дали Словаччині багато відомих людей, серед яких композитор Фріцо Кафедра (1883—1963), письменниця Анна Лацкова-Зора (1899—1988), літературний критик, історик і поет Штефан Крчмері (1892—1955), «бароковий» драматург Юр Тесак Мошовський (1547-1617), засновник добровільного пожежної дружини в Словаччині Мілослав Шмідт (1881-1934), і футболіст Александер Горват (1938-2022).
Найвідомішим все ж є великий слов'янський поет, філософ і лютеранський (євангелійський) священик Ян Коллар (1793—1852), який своєю працею «Slávy dcera» (Слави дцера) якнайменше увійшов до двох народних літератур. Його твір мав великий вплив на тогочасне і нинішнє покоління. Його праця була перекладена на багато мов всього світу, як слов'янських так і неслов'янських, і навіки прославила свого автора.
Даніел Крман, церковний та суспільно-політичний діяч, мемуарист, видавець і перекладач, також жив і працював у селі.

## Галерея

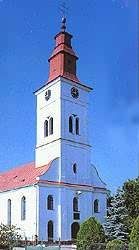
Євангелійська церква
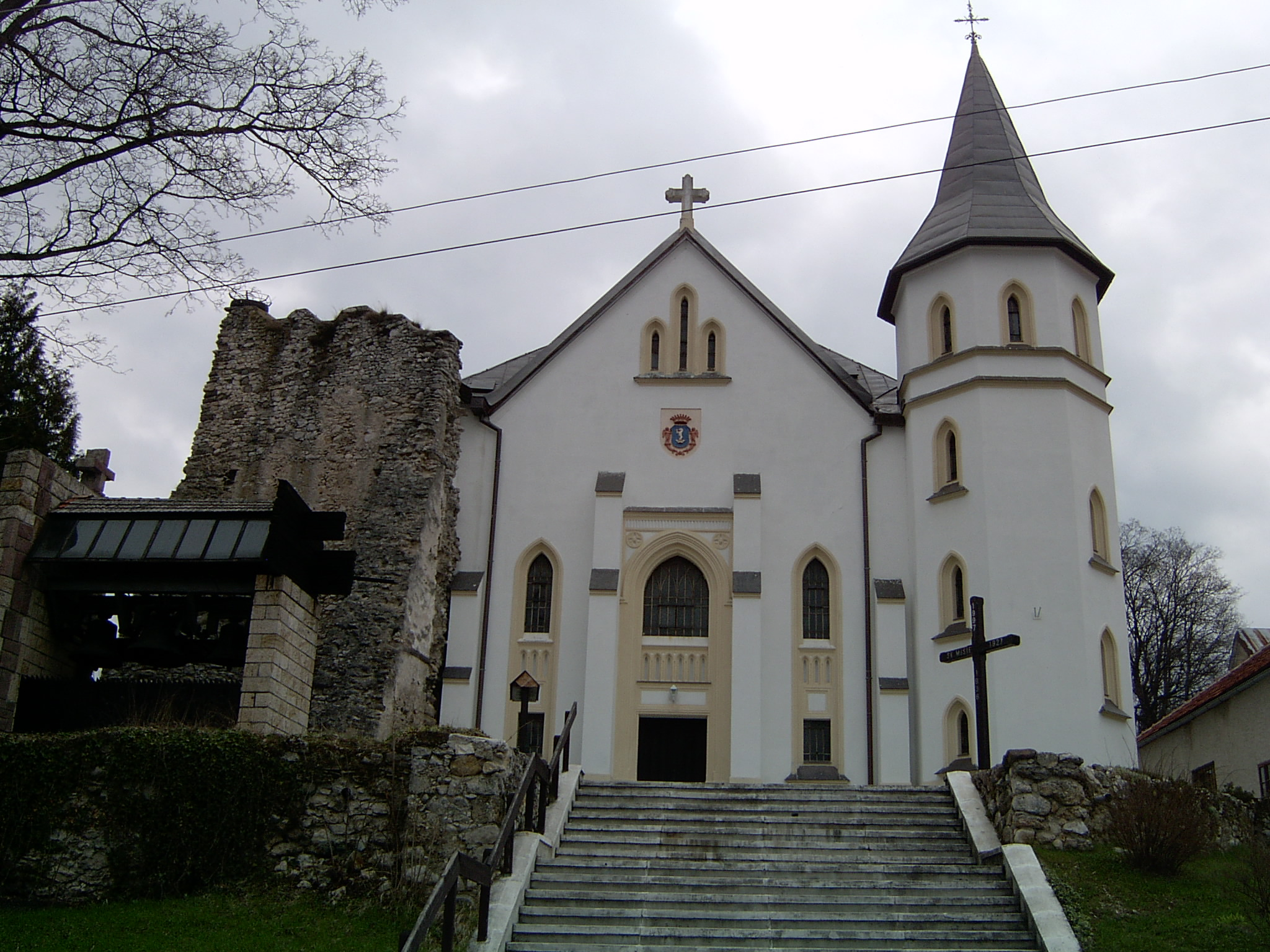
Католицька церква
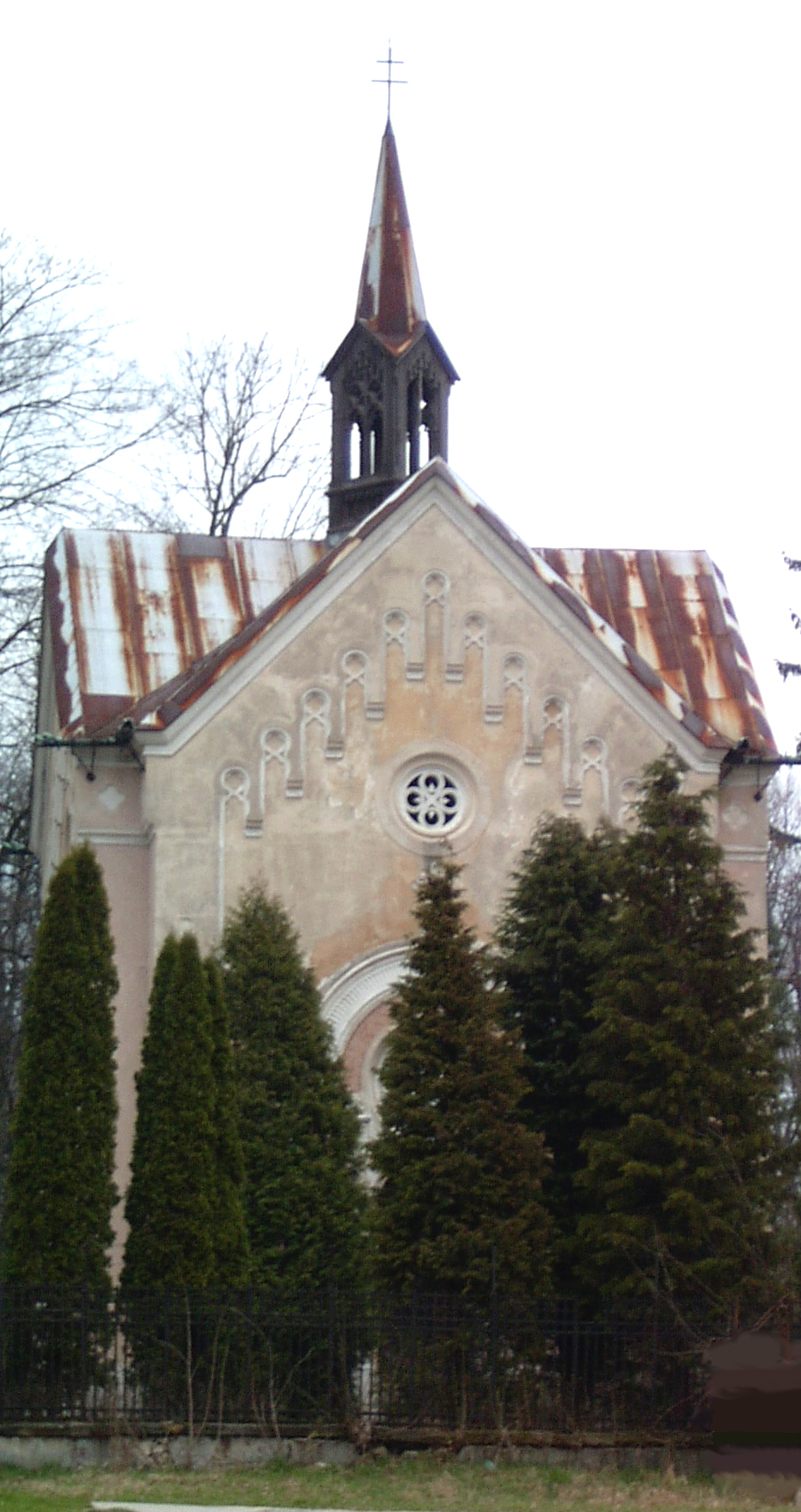
Капела, мавзолей, сьогодні музей
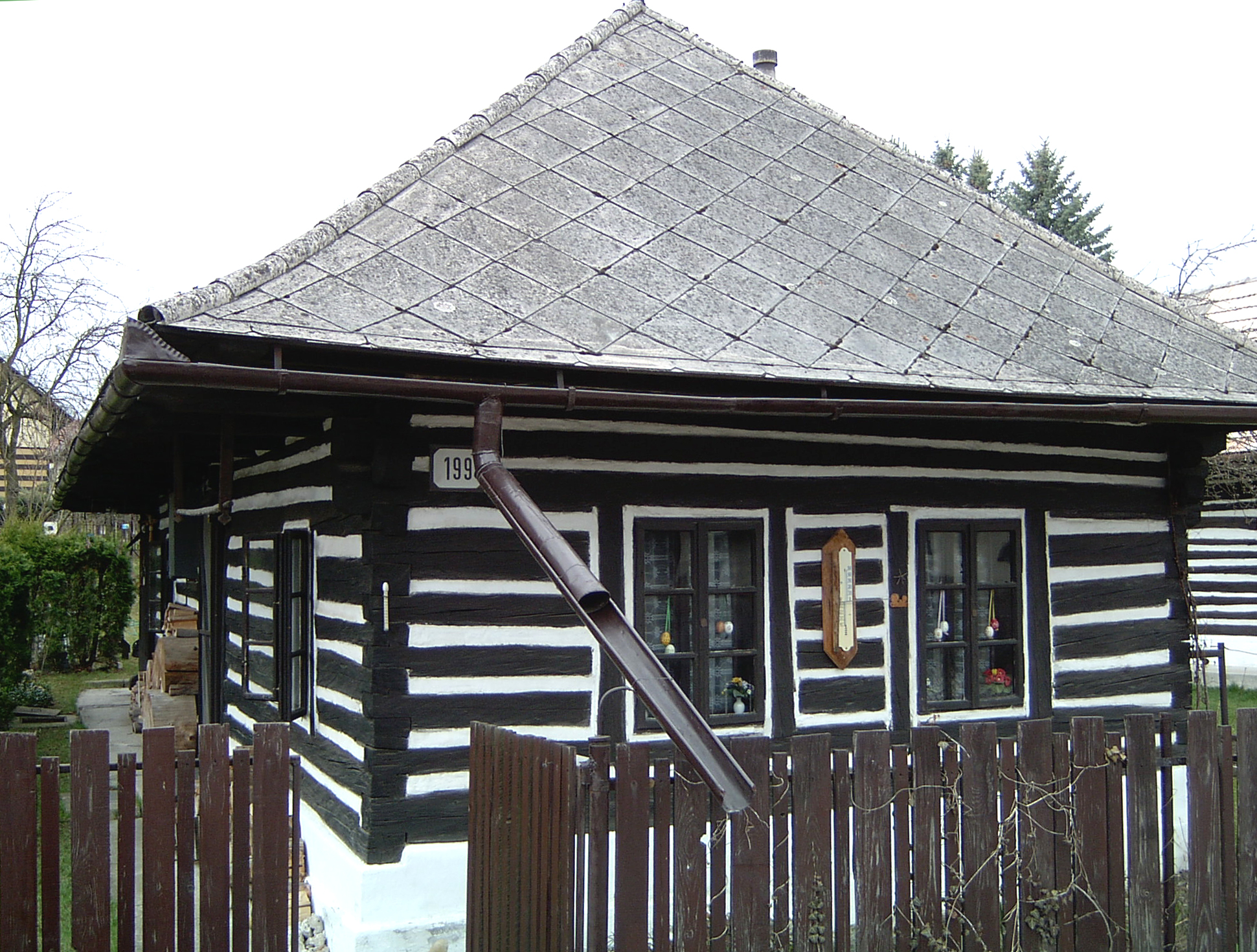
Оригінальна архітектура будинків
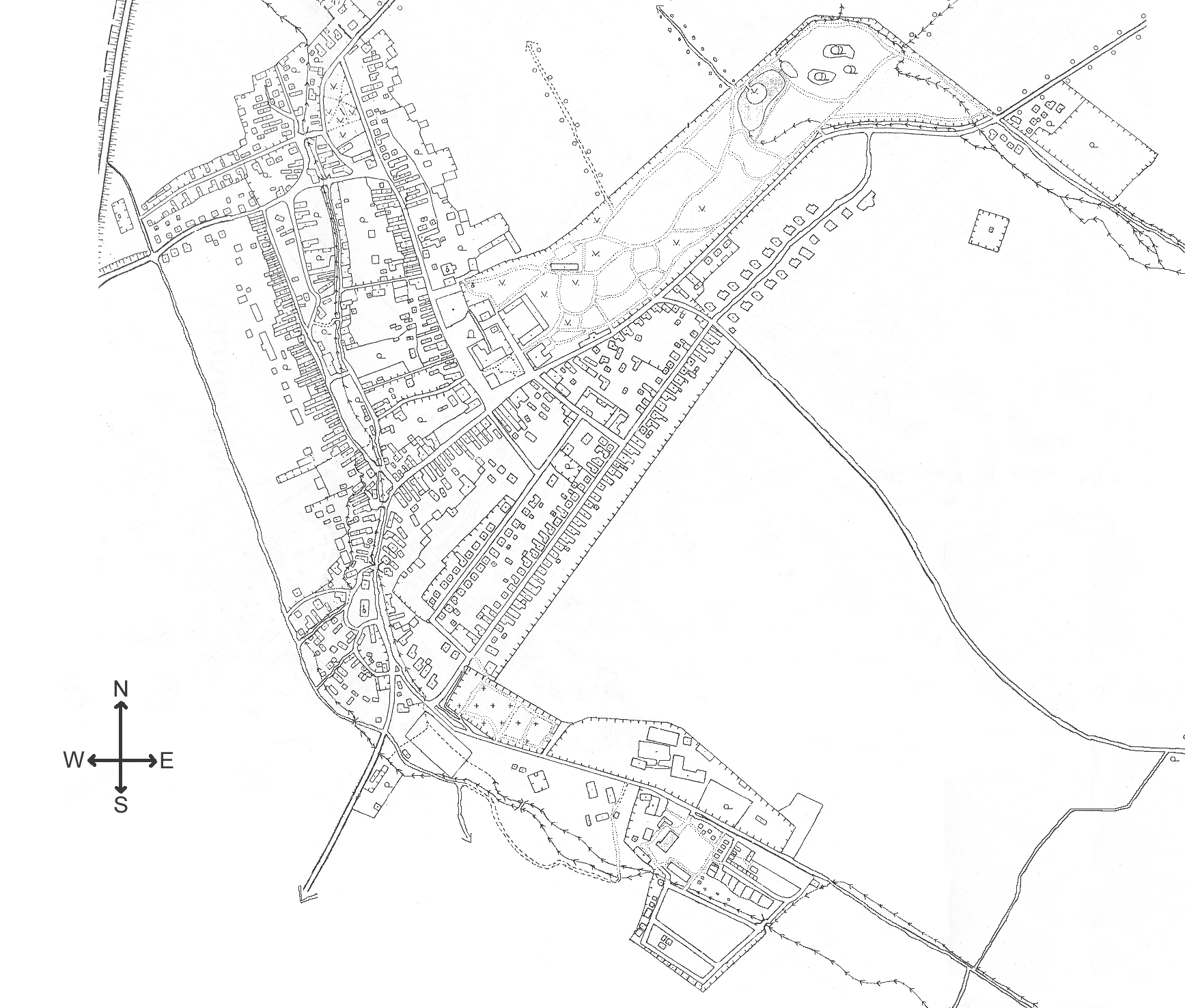
Мошовце, мапа